# Simon van Velthooven
Simon van Velthooven (nascido em 8 de dezembro de 1988, em Palmerston North) é um ciclista neozelandês, especializado em ciclismo de pista. Conquistou a medalha de bronze no keirin nos Jogos Olímpicos de Verão de 2012 em Londres.